# Cephalops subultimus
Cephalops subultimus är en tvåvingeart som beskrevs av Collin 1956. Cephalops subultimus ingår i släktet Cephalops och familjen ögonflugor. Arten är reproducerande i Sverige. Inga underarter finns listade i Catalogue of Life.